# Pintér István (vízilabdázó, 1961)
Pintér István (Szolnok, 1961. augusztus 21. –) magyar vízilabdázó, olimpikon. Édesapja Pintér István Európa-bajnok vízilabdázó.
1974-ben kezdett vízilabdázni Szolnokon. 1980-ban mutatkozott be a magyar első osztályban. Ugyanebben az évben az Ifjúsági Európa-bajnokságon harmadik lett. 1981-ben az universiaden tagja volt a hatodik helyezett csapatnak. A junior világbajnokságon harmadik volt. 1982-ben a Bp. Honvéd színeiben szerepelt. A bajnokságban bronzérmes, a magyar kupában második volt. A következő szezontól ismét Szolnokon játszott. 1983-ban és 1985-ben bajnoki bronzérmet szerzett. 1983-ban mutatkozott be a felnőtt válogatottban. 1985-ben ötödik volt az universiaden. Az 1985-1986-os szezonban magyar kupában első volt. 1987-ben második helyezett lett a magyar bajnokságban. Az Európa-bajnokságon ötödik lett. 1988-ban tagja volt a szöuli olimpián ötödik helyen végzett csapatnak. A bajnokságban  bronzérmes volt.
1989-ben a bajnokságban 4., a kupában harmadik volt. Tagja volt a világkupán bronzérmet szerzett, és az Európa-bajnokságon kilencedik helyezett válogatotnak.
Később szerepelt Olaszországban, a Cataniában, majd Máltán. 1993-ban rövid ideig Szolnokon játszott. Ezt követően Svájcban szerepelt. Itt edzőként is dolgozott. Volt a svájci válogatott kapitánya is.